# Aphareus rutilans
Aphareus rutilans là một loài cá biển thuộc chi Aphareus trong họ Cá hồng. Loài cá này được mô tả lần đầu tiên vào năm 1830.

## Từ nguyên
Tính từ định danh rutilans trong tiếng Latinh có nghĩa là “ửng đỏ”, hàm ý đề cập đến màu đỏ trên đầu và lưng của loài cá này.

## Phân bố và môi trường sống
A. rutilans có phân bố rộng rãi trên vùng Ấn Độ Dương - Thái Bình Dương, từ Biển Đỏ dọc theo Đông Phi trải dài về phía đông đến quần đảo Hawaii, ngược lên phía bắc đến quần đảo Ryukyu và quần đảo Ogasawara, giới hạn phía nam đến Úc, Nouvelle-Calédonie và Tonga. Loài này cũng xuất hiện tại vùng biển Việt Nam, bao gồm quần đảo Hoàng Sa và quần đảo Trường Sa.
A. rutilans sống gần các rạn san hô và đá ngầm ở độ sâu trong khoảng 10–330 m, nhưng thường được tìm thấy ở độ sâu từ 100 đến 250 m.

## Mô tả
Chiều dài cơ thể lớn nhất được ghi nhận ở A. rutilans là 110 cm, nhưng thường bắt gặp với kích thước khoảng 50–80 cm.
A. rutilans có màu xanh lam xám, tím nhạt đến phớt đỏ. Viền hàm trên màu đen. Ở một số mẫu vật, ít nhất bên trong miệng, khoang mang và mang ánh màu bạc. Các vây có màu vàng nhạt đến phớt đỏ, trừ vây bụng và vây hậu môn đôi khi có màu trắng.
Số gai ở vây lưng: 10; Số tia vây ở vây lưng: 10–11; Số gai ở vây hậu môn: 3; Số tia vây ở vây hậu môn: 8; Số tia vây ở vây ngực: 15–16; Số vảy đường bên: 69–75.

## Sinh thái
Thức ăn chủ yếu của A. rutilans là cá nhỏ, mực và động vật giáp xác. Ở Vanuatu, A. rutilans sinh sản tập trung vào mùa xuân và mùa hè, đỉnh điểm là vào tháng 11 và tháng 12. Số tuổi lớn nhất được biết đến ở A. rutilans là 18 năm.

## Thương mại
A. rutilans từ lâu đã là loài chiếm ưu thế trong nghề đánh bắt ở vùng biển sâu tại Micronesia, còn ở Hawaii thì đây là một trong những loài cá nước sâu có tầm quan trọng về thương mại cũng như ngành câu cá giải trí. Đây là loài thành phần được quản lý bởi Đơn vị Quản lý Cá tầng đáy (Bottomfish Management Unit) ở Guam, Bắc Mariana, Samoa thuộc Mỹ và Liên bang Micronesia.